# Chuck Noble
Charles E. Noble, detto Chuck (Akron, 24 luglio 1931 – 7 marzo 2011), è stato un cestista statunitense, professionista nella NBA.

## Carriera
Venne selezionato dai Philadelphia Warriors al quarto giro del Draft NBA 1954 (30ª scelta assoluta).

## Palmarès
- NBA All-Star (1960)